# Iglesia de San Juan Bautista (San Cristóbal de La Laguna)
La parroquia de San Juan Bautista en San Cristóbal de La Laguna, isla de Tenerife (Canarias, España), es una edificación de una sola nave, cubierta de madera, con capilla mayor. Modernamente se le añadió una capilla lateral del lado del Evangelio. San Juan Bautista es el copatrón de la ciudad de La Laguna. 

## Historia
En 1582, unos tapices traídos desde Flandes introducen en la ciudad de La Laguna la mortífera peste bubónica. Hasta 9.000 muertos llegaron a contabilizarse durante aquellos meses de devastación. Hubo que esperar hasta el año siguiente para que, el 24 de junio (día de San Juan Bautista), no se registrara ninguna defunción por esta causa en la ciudad. Las autoridades deciden entonces levantar una ermita en honor del santo en el mismo lugar que había servido de improvisado cementerio para los numerosos muertos que se cobró la epidemia: Llano de los Molinos. Desde entonces, San Juan es invocado como protector contra la peste y como patrón de la ciudad de La Laguna, conjuntamente con San Cristóbal y San Miguel Arcángel (este último patrón del ayuntamiento de la ciudad y de la isla de Tenerife).

## Descripción
Desde un punto de vista arquitectónico, lo más notable de la edificación se concentra en el pórtico de la fachada principal, al que se accede por tres gradas de piedra volcánica. Se trata de un cuerpo de piedra rojiza poco corriente en otras ermitas, de estilo tardo-renacentista, que proporciona nobleza y antigüedad al conjunto. Aparece estructurado por un arco de medio punto flanqueado por dos pilastras lisas con capiteles jónicos, de volutas con un pequeño follaje de hojas de acanto que soportan un entablamento rematado por el alero correspondiente al tejado. Las dos esquinas de la fachada principal se acentúan con las características fajas de piedra labrada. Remata el armonioso conjunto una graciosa espadaña de piedra volcánica, situada en el ángulo formado por el frente derecho de la fachada principal y la pared de la Epístola; adopta la forma de un pequeño templete -donde se abren dos arcos de medio punto- rematado por una sencilla moldura sobre la que descansa un elegante perillón. 

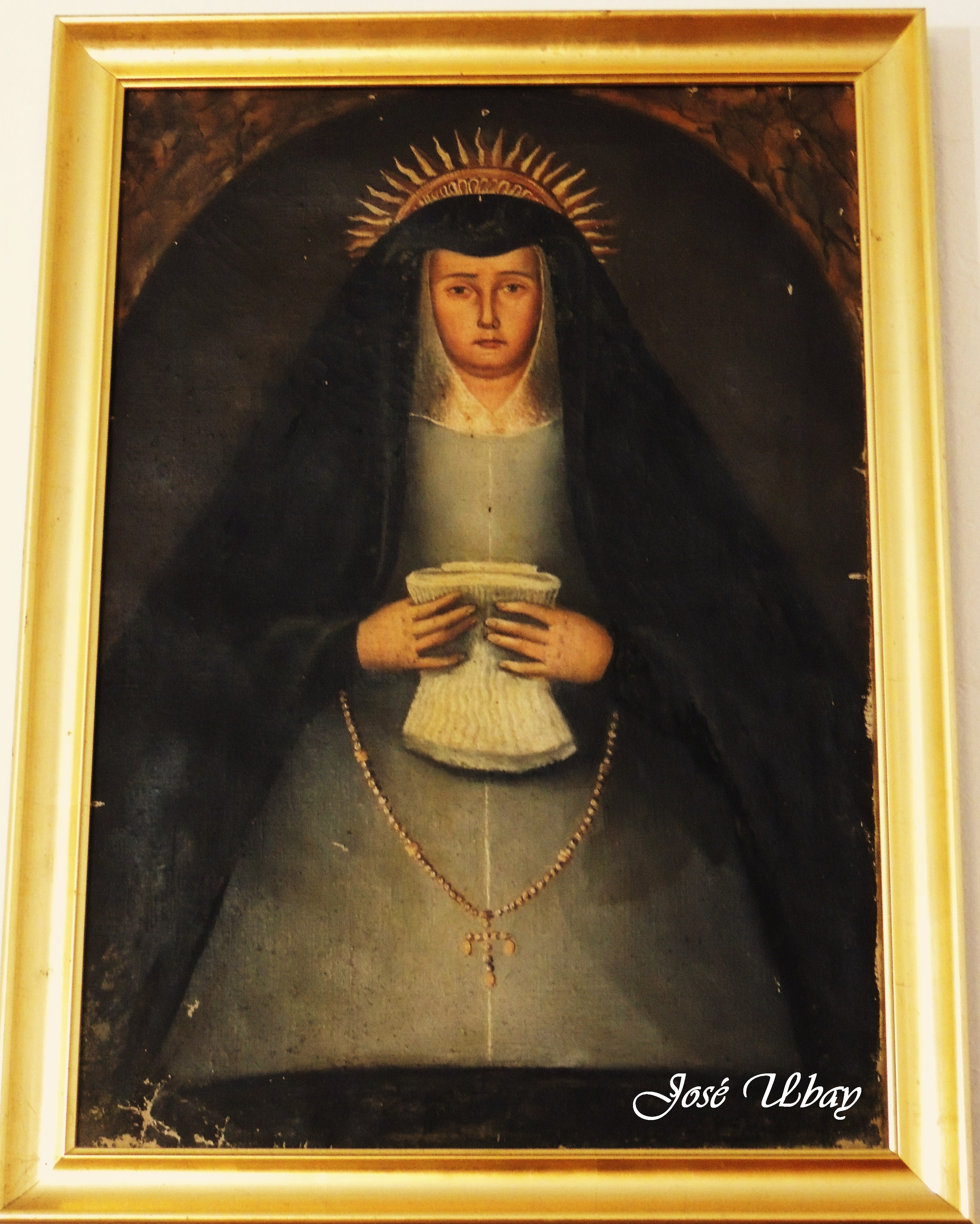
Vera efigie de Nuestra Señora de la Soledad de la Portería. Realizada en el por un artista anónimo

Las dos paredes laterales son mucho más sencillas. En la fachada correspondiente al costado de la Epístola se reconocen algunos elementos arquitectónicos de la fábrica primitiva, a pesar de la restauración de 1955: una antigua puerta enmarcada por arco de medio punto con dovelas muy acentuadas y una pequeña ventana adintelada rodeada por una moldura de cantería roja. Por el contrario, en la pared de la izquierda sobresalen inmediatamente los muros de la capilla que alberga el paso de "La Caída del Señor". Es de destacar la vera efigie que este templo lagunero conserva de Nuestra Señora de la Soledad de la Portería imagen que recibe culto en la Parroquia de San Francisco de Asís de Las Palmas de Gran Canaria, es un lienzo realizado en el siglo XIX del cual se desconoce su autoría.La cabecera de la ermita es cuadrangular y lleva adosada la sacristía. 
El interior de la actual iglesia parroquial sorprende por su gran amplitud y ofrece una estructura completamente diferente a la que se puede apreciar en otras antiguas ermitas. El presbiterio apenas se distingue del resto de la nave debido a la ausencia del típico arco toral que actúa como elemento diferenciador en este sentido. En consecuencia, la techumbre de la capilla mayor no ofrece esas características estructurales (disposición octogonal) que pueden apreciarse en muchas otras ermitas. El artesonado que recorre sin interrupción la única nave de la iglesia es de par y nudillo, con secciones triangulares de madera reforzando las esquinas. Sus tirantes pareados, sostenidos por dos pares de ménsulas, ofrecen un gran interés por la belleza de los labrados. Sobre la puerta principal se desarrollan dos pequeñas tribunas para el coro, que descansan en pilares octogonales de madera rematados por zapatas y apoyados en basamentos cuadrados de piedra rojiza. 
Actualmente el templo carece de retablo mayor, pero no siempre fue así: desde 1609 la imagen de San Juan Bautista se exponía en un retablo de madera que había sido fabricado por el carpintero Salvador López, pero con el tiempo llegó a desaparecer, sin que se sepan exactamente las causas. Los dos únicos retablos que hoy posee la iglesia -situados en las paredes correspondientes al Evangelio y a la Epístola- fueron realizados en talleres de La Orotava en el primer tercio de nuestra centuria siguiendo en general la temática barroca. 